# Кушитські мови
Куши́тські мо́ви — сім'я у складі афразійських мов. Названа за аналогією з семітськими мовами — від імені Куша, сина Хама, який, за Біблією, вважається прабатьком народів, що розмовляють цими мовами.

## Поширення
Кушитські мови поширені на території країн Африканського Рогу. Найбільшими мовами є оромо (близько 25 млн носіїв), сомалійська (15 млн, мова сомалійців у Сомалі, Джибуті, Ефіопії, Ємені та Кенії), сідамо (2 млн в Ефіопії), хадія (1,6 млн), камбатта (1,4 млн) та афарська (1,5 млн в Еритреї, Ефіопії та Джибуті).

## Класифікація
Існують різні системи класифікації кушитських мов. Нижче наведено традиційну класифікацію, запропоновану Джозефом Грінбергом:
- Центрально-кушитські (агавські) мови
- Східно-кушитські мови, включаючи сомалійську, афарську, сахо, оромо й сідамо
- Південно-кушитські (іраквські) мови
  - Асська мова
- мова беджа (бедаує) — іноді виділяється як особлива гілка афразійських мов

Омотські мови іноді вважаються підгрупою кушитських мов (західно-кушитські мови). Віднесення мови онгота до кушитських мов (як і взагалі до афразійських) є спірним.

## Граматика
Для кушитських мов характерна велика кількість приголосних, більшість мов має не менше п'яти голосних фонем. У деяких мовах, в тому числі, в сомалійській, оромо та блін, існують тональні відмінності.
Для кушитських мов характерна надзвичайно складна іменна та дієслівна морфологія. Деякі кушитські мови мають складну флективно-суфіксальну відмінкову систему — від 3 (сомалі) до 12 (аунг) відмінків.
Порядок слів — SOV (за винятком сомалійської та білін), означення як правило передує означуваному.

## Письмо
Більшість кушитських мов не мають писемності. Латинську графіку використовують мови оромо та сомалійська (з 1977 року).
Ефіопське письмо для мови оромо (з урахуванням 4-х тонів, які мають смислове навантаження) було адаптовано в 1977 році й використовувалося аж до 1991 року. Проте ще 1970 року про перехід на латиницю (Oromiffa) за прикладом сомалійців заявив повстанський Ліберальний фронт Оромо (OLF; Adda Bilisummaa Oromoo).
1956 року Шейх Бакрі Сапа розробив силабарій оромо, що був структурно близьким до ефіопського письма, проте базові знаки та діакритика були винайдені самостійно.

## Мовознавчі дослідження
Перші мовознавчі дослідження кушитських мов (короткі словники та граматики мов афар, сомалі, оромо, сахо, бедаує) з'явилися на початку 19 століття. Наприкінці 19 століття Л. Райніш опублікував уже значно детальніші описи цих мов (словники та граматики мов сахо-афар, агавських, каффа, бедаує та сомалійської). К. Лотнер (1860), а потім К. Р. Лепсіус (1880) вирізнили кушитські мови серед інших семіто-хамітських (у сучасній термінології — афразійських мов). Найважливіші описи окремих кушитських мов у першій половині 20 століття належать італійським мовознавцям К. Конті Россіні (мови кемант та сахо), Е. Черуллі (сідамо та джанджеро) та М. Морено (омета, оромо й сідамо).
Після Другої світової війни була опублікована ціла низка досліджень різних кушитських мов, зокрема сомалі (Р. К. Абрагам, К. Белл, М. Морено, Л. Райніш, Е. Черуллі — граматики та словники, Б. Анджеєвський — про тони в дієслівній системі, іменні класи), оромо (Анджеєвський, Грегг), агавська (Ф. Палмер, Р. Гецрон), бедаує (Р. Гадсон), сахо (В. Е. Велмерс, Р. Дж. Гейворд), хадія та алаба (Х. Плазіковські-Браунер), каффа (Флемінг, Е. Черуллі), моча (В. Леслав), могогодо (Дж. X. Грінберг), іракв (В. Вайтлі).
Порівняльно-історичні дослідження кушитських мов зосереджувалися насамперед на таких темах, як зовнішня та внутрішня класифікація, визначення лінгвістичних меж кушитських мов (М. Морено, Дж. Х. Грінберг, А. Н. Такер, М. Браян, Флемінг, Бендер та інші), особливості загальнокушитської морфології (Г. Й. Зассе, Б. Гайне, П. Блек, Г. Гадсон, Д. Коен, Гецрон, А. Заборський, Г. Кастелліно), а також взаємин кушитських мов з семітськими (В. Леслав).

### Загальні огляди
- Gene B. Gragg: Cushitic languages. In: Burkhart Kienast: Historische semitische Sprachwissenschaft. Harrassowitz, Wiesbaden 2001, S. 574—617
- Hans-Jürgen Sasse: Die kuschitischen Sprachen. In: Bernd Heine, Thilo C. Schadeberg und Ekkehard Wolff: Die Sprachen Afrikas. Buske, Hamburg 1981, S. 189—215
- Mauro Tosco: Cushitic overview. In: Journal of Ethiopian Studies. 33, Nr. 2, 2000, S. 87-121.
- Andrzej Zaborski: The Verb in Cushitic. Krakau 1975
- Дьяконов И. М., Семито-хамитские языки, М., 1965.

### Класифікації
- David A. Appleyard: Beja as a Cushitic Language. In: Gábor Takács (Hrsg.): Egyptian and Semito-Hamitic (Afro-Asiatic) studies. In memoriam W. Vycichl. Brill, Leiden 2004, ISBN 90-04-13245-7, S. 175—194.
- David A. Appleyard: Semitic-Cushitic/Omotic Relations. In: Stefan Weninger et al. (ed.): The Semitic Languages: An International Handbook. DeGruyter — Mouton, Berlin 2011, S. 38-53.
- Robert Hetzron: The limits of cushitic. In: Sprache und Geschichte in Afrika. 2, 1980, S. 7-126.

### Реконструкції
- David L. Appleyard: A comparative dictionary of the Agaw languages. Köppe, Köln 2006. ISBN 3-89645-481-1
- Christopher Ehret: The historical reconstruction of Southern Cushitic phonology and vocabulary. Reimer, Berlin 1980, ISBN 3-496-00104-6
- Christopher Ehret: Proto-Cushitic Reconstruction. In: Sprache und Geschichte in Afrika, Band 8, 1987, S. 7-180
- Christopher Ehret: Revising the Consonant Inventory of Proto-Eastern Cushitic. In: Studies in African Linguistics. 22, Nr. 3, 1991, S. 211—275.
- Roland Kießling und Maarten Mous: The Lexical Reconstruction of West-Rift Southern Cushitic (= Kuschitische Sprachstudien. 21). Köppe, Köln 2003, ISBN 978-3-89645-068-5.
- Hans-Jürgen Sasse: The Consonant Phonemes of Proto-East-Cushitic (PEC): A First Approximation. Afroasiatic Linguistics, Volume 7, Issue 1 (October 1979). Undena Publications, Malibu 1979 ISBN 0-89003-001-4
- Andrzej Zaborski: Insights into Proto-Cushitic Morphology. In: Hans G. Mukarovsky (Hrsg.): Proceedings of the Fifth International Hamito-Semitic Congress. 2, AFRO-PUB, Wien 1991, ISBN 3-85043-057-X, S. 75-81.
- Долгопольский А. Б., Сравнительно-историческая фонетика кушитских языков, М., 1973.